# Carrozzeria Touring
Carrozzeria Touring var en italiensk karossmakare, etablerad 1926 av Felice Bianchi Anderloni. Anderloni hade tidigare arbetat för Isotta-Fraschini som testförare, samt Peugeots italienska avdelning. Företaget utgick från "Carrozzeria Falco", ägt av Vittorio Ascari, farbror till formel 1-föraren Alberto Ascari. Anderloni och Gaetano Ponzoni byggde upp företaget som snart bytte namn till Touring.
Carrozzeria Touring startades i en förort till Milano, nära Alfa Romeo, italienska Citroën och den tidigare Isotta-Fraschini-fabriken. Tourings första uppdrag kom också från dessa företag.
Anderloni kom till Touring mer som bildesigner än konstruktör, och lärde sig tekniken varefter företaget växte. Företaget byggde konstläderklädda karosser på lätta träramar, efter Charles Weymanns patent. Detta blev en föregångare till deras eget Superleggera-system. Touring anställde Giuseppe Seregni, som tidigare hade arbetat med Anderloni hos Isotta-Fraschini 1927, som sin första professionella formgivare.
Tourings kunskaper om lättmetaller ledde till framgångar inom flygproduktion på 1930-talet, och ledde till att Anderloni utvecklade det patenterade Superleggera-systemet. Detta lättviktssystem består av en struktur av små rör som bygger upp karossformen, med tunna aluminiumplåtar som täcker och stärker ramverket. Förutom att det är lätt, ger Superleggera-tekniken stor flexibilitet, och betydde att Touring kunde konstruera innovativa karossformer snabbt.
Före andra världskriget blev Touring känt för sina Superleggera-karosser åt Alfa Romeo, framför allt på Alfa Romeo 8C 2900-chassit. En annan Superleggera-konstruktion var den aerodynamiska BMW 328. Anderloni avled 1948, när företaget rekonstruerades efter kriget, men han var involverad i några modeller efter kriget, tillsammans med Federico Formenti, bland annat Alfa Romeo Frecchia d'Oro och Ferrari 166.
Företaget växte fort efter kriget, och Superleggera-systemet blev såväl licensierat som kopierat. Anderlonis son, Carlo Felice Bianchi Anderloni (1916 - 2003), kallad Cici, tog över ledningen för företaget, tillsammans med Ponzoni. Touring var särskilt aktiva i slutet av 1950-talet, med serieproduktion av Alfa Romeo 1900 Sprint, Alfa Romeo 2600 Spider, Aston Martin DB4, Lancia Flaminia GT, Lamborghini 350 GT/400 GT och Maserati 3500GT. Företaget arbetade även med Hudson Motor Car Companys chefsdesigner Frank Spring med utvecklingen av Hudson Italia.
Med tiden började alltfler tillverkare att bygga karosserna själva, och Touring miste uppdrag till större konkurrenter som Pininfarina (med Ferrari) och Italdesign. Företagets försök att hålla sig till traditionellt hantverk och hög standard ledde till slut till konkurs. Många anställda gick till Carrozzeria Marazzi, som fortsatte att bygga karosser åt Lamborghini. Cici själv gick till Alfa Romeo som rådgivare åt designavdelningen, och tog med tiden över som designchef.

## Lista över bilar med Touring-kaross
- 1927-1954 Alfa Romeo 6C
- 1931-1939 Alfa Romeo 8C
- 1939-1940 BMW 328
- 1948-1950 Ferrari 166 Inter Coupe
- 1951 Ferrari 195 Inter Coupe
- 1951 Ferrari 212 Inter Coupe
- 1952 Ferrari 340 MM Spider
- 1949-1953 Bristol 401
- 1953 Hudson Italia

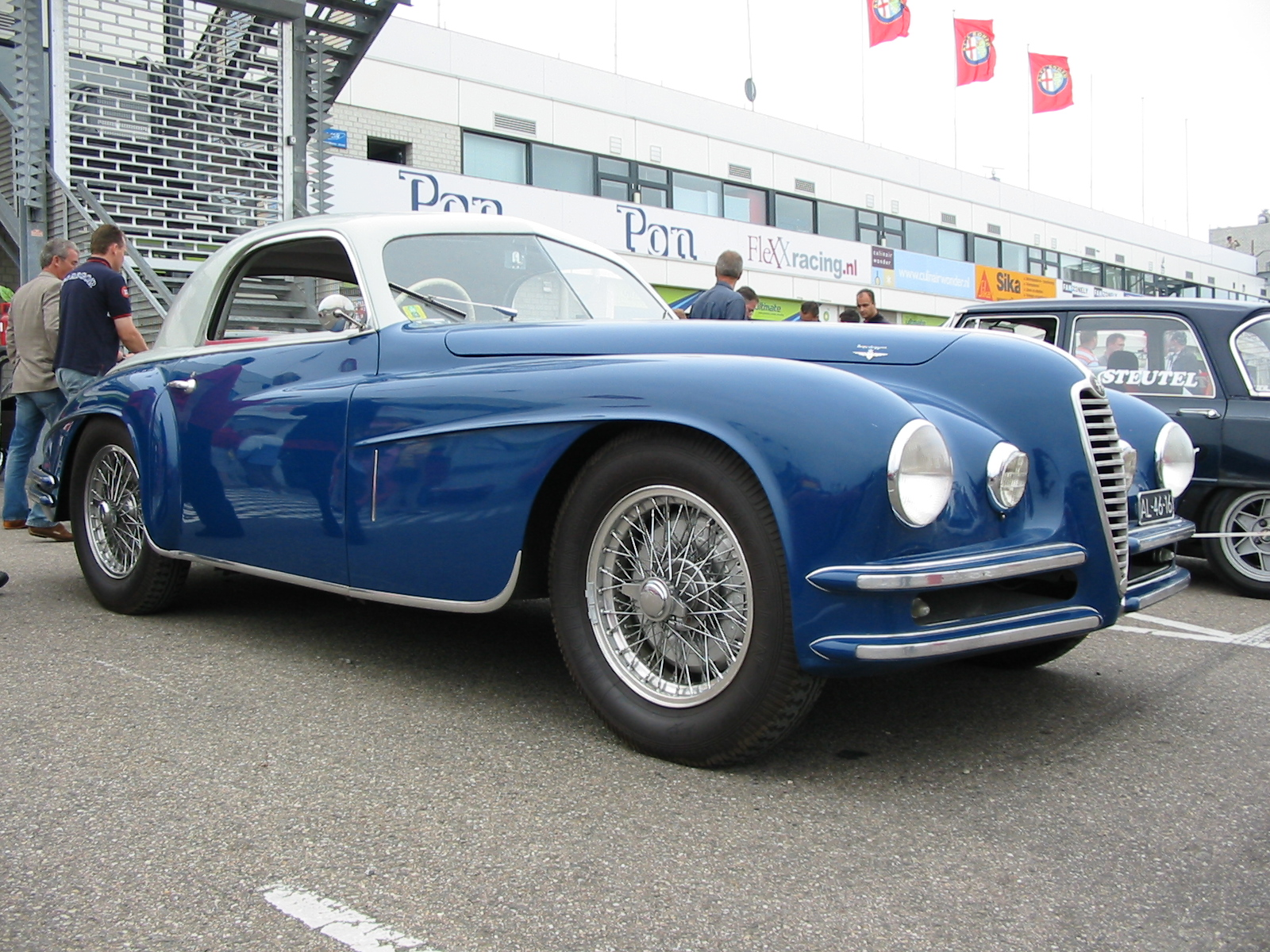
Alfa Romeo 6C 2500 Super Sport

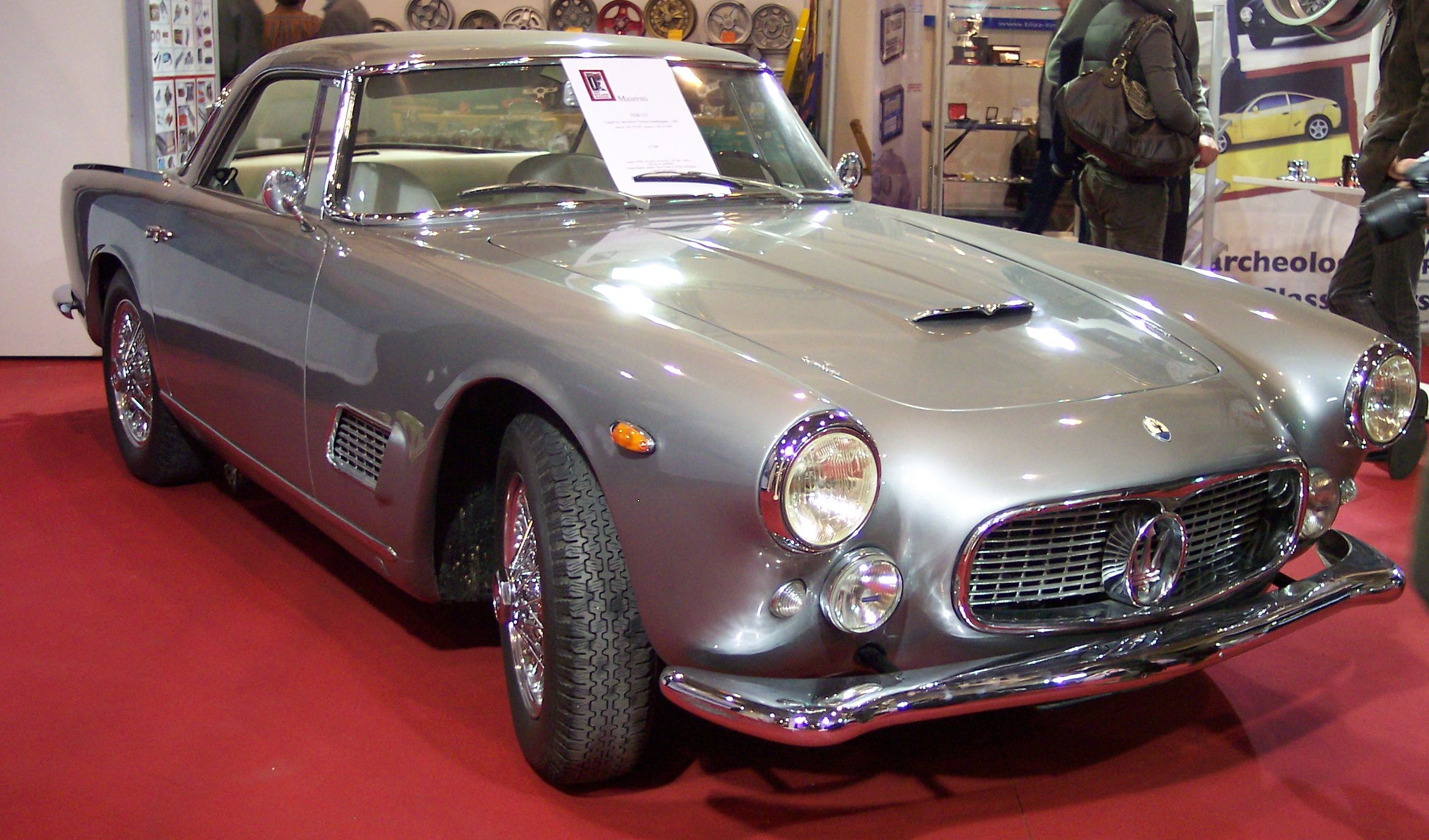
Maserati 3500GT

- 1950-1958 Alfa Romeo 1900 Super Sprint
- 1951-1958 Pegaso Z-102
- 1956 Aston Martin DB2/4 Mark II Spider
- 1957-1964 Maserati 3500GT
- 1958-1965 Alfa Romeo 2000/2600 Spider
- 1958-1963 Aston Martin DB4 (byggd av Aston Martin på licens)
- 1958-1965 Lancia Flaminia GT, GTL, GTC
- 1959-1960 Maserati 5000GT
- 1963-1966 Lamborghini 350 GT/400 GT
- 1966-1976 Jensen Interceptor